# Walter C. Reckless
Walter C. Reckless (* 1898 in Philadelphia; † 1988 in Dublin (Ohio)) war ein US-amerikanischer Soziologe und Kriminologe. Er zählt zu den Mitgliedern der Chicagoer Schule und den Pionieren der Kriminalsoziologie. 1965 und 1966 amtierte er als Präsident der American Society of Criminology.
Reckless war Schüler von Robert Ezra Park. In den 1920er Jahren untersuchte er das organisierte Verbrechen in Chicago.  Später konzentrierte er sich auf die Untersuchung von Jugendkriminalität. Er lehrte 16 Jahre Soziologie an der Vanderbilt University und war 30 Jahre Professor an der Ohio State University. Mit seiner Halttheorie leistete er einen klassischen Beitrag zur Lehrbuch-Kriminologie.

## Schriften (Auswahl)
- Vice in Chicago, Chicago: University of Chicago Press, 1933
- Criminal behavior, New York: McGraw-Hill, 1940
- The crime problem, New York: Appleton-Century-Crofts, 1950 (fünfte Auflage 1973, ISBN 0390729205)
  - Gekürzte Ausgabe der dritten Auflage in deutscher Übersetzung: Die Kriminalität in den USA und ihre Behandlung. De Gruyter, Berlin 1964 (Open Access).
- The prevention of juvenile delinquency. An experiment, Columbus: Ohio State University Press, 1972 (mit Simon Dinitz), ISBN 0814201822.